# O̍
Cette page contient des caractères spéciaux ou non latins. S’ils s’affichent mal (▯, ?, etc.), consultez la page d’aide Unicode.
O̍ (minuscule : o̍), appelé O ligne verticale, est une lettre utilisée dans l'écriture du monégasque, la standardisation et uniformisation de l'orthographe au Congo-Kinshasa, la romanisation pe̍h-ōe-jī et le système de romanisation taïwanais.
Elle est formée de la lettre O diacritée d’une ligne verticale.

## Utilisation

### Monégasque
En monégasque, l’orthographe utilise la ligne verticale pour indiquer l’accent tonique irrégulier, c’est-à-dire lorsqu’il n’est pas sur l’avant-dernière syllabe pour les mots terminés par une voyelle et la dernière syllabe pour les mots terminés par une consonne.

### Standardisation au Congo-Kinshasa
La standardisation et uniformisation de l'orthographe du Congo-Kinshasa utilise la ligne verticale pour indiquer le ton moyen dans les langues tonales ayant besoin de le distinguer. Le ‹ o̍ › représente un ‹ o › avec un ton moyen.

### Pe̍h-ōe-jī et système de romanisation taïwanais
Dans le pe̍h-ōe-jī et le système de romanisation taïwanais utilisé pour écrire le minnan,  le ‹ o̍ › représente un ‹ o › avec le ton 8 [ə˥˥] ou [o˥˥].

## Représentations informatiques
Le O ligne verticale peut être représente avec les caractères Unicode suivants :
- décomposé (latin de base, diacritiques)[1],[2] :

| formes    | représentations | chaînes de caractères | points de code | descriptions                                                  |
| --------- | --------------- | --------------------- | -------------- | ------------------------------------------------------------- |
| capitale  | O̍               | O◌̍                    | U+004F U+030D  | lettre majuscule latine o diacritique ligne verticale en chef |
| minuscule | o̍               | o◌̍                    | U+006F U+030D  | lettre minuscule latine o diacritique ligne verticale en chef |